# Charley Boorman
Pour les articles homonymes, voir Boorman.
Charley Boorman est un acteur et aventurier britannique né le 23 août 1966 à Wimbledon, Londres (Royaume-Uni).

## Biographie

### Acteur
Charley Boorman est le fils du réalisateur John Boorman. Au début de sa carrière il apparait dans plusieurs des films de son père, le premier étant Deliverance en 1972. En 1981, il joue le rôle de Mordred dans le long-métrage Excalibur. Sa sœur, Katrine Boorman y incarne Ygraine, la grand-mère de Mordred. En 1985, il a le rôle principal dans La Forêt d’émeraude.

### Routard

#### Long Way Round ou L'Échappée belle
En 2004, Boorman participa à Long Way Round, un voyage à moto de Londres à New York par l'Europe et l'Asie avec Ewan McGregor. Ce voyage filmé a fait l'objet d'un documentaire à succès.

#### Race to Dakar
Avec son ami, le producteur Russ Malkin (de Long Way Round) et une équipe de soutien, Boorman a participé au rallye Rallye Dakar en janvier 2006. Après cinq jours de course, Boorman s'est blessé et a été obligé d'abandonner la course en tant que compétiteur. Son aventure et celle de son équipe ont fait l'objet d'un documentaire télévisé.

#### Long Way Down
Le 12 mai 2007, Boorman a démarré un nouveau voyage Long Way Down avec Ewan McGregor. Le périple les a conduit de John o' Groats en Écosse, au Cap en Afrique du Sud. Charley et Ewan ont traversé dix-huit pays (Écosse - Angleterre - France - Italie (+ Sicile) - Tunisie - Libye - Égypte - Soudan - Éthiopie - Kenya - Ouganda - Rwanda - Tanzanie - Malawi - Zambie - Botswana - Namibie - Afrique du Sud), soit environ 25 000 km.

#### By Any Means
Le 12 avril 2008, Charley Boorman s'est attaqué à une nouvelle aventure : rejoindre Sydney (Australie) au départ de sa maison familiale en Irlande par n'importe quel moyen de transport disponible et en ne prenant l'avion qu'en ultime recours. Cette expédition légère de trois personnes a été filmée comme les autres et a fait l'objet du documentaire télévisé By any means.

#### Long Way Up
Long Way Up est le troisième volet de la série Long Way… La série a été diffusée sur Apple TV+ à partir du 18 septembre 2020.

#### Long Way Home
Long Way Home, le quatrième volet, série diffusée à partir de juillet 2025 sur Apple TV+.

## Filmographie

### Cinéma
- 1972 : Délivrance de John Boorman : Charlie Gentry
- 1981 : Excalibur de John Boorman : Mordred enfant
- 1985 : La Forêt d’émeraude (The Emerald Forest) de John Boorman : Tommy
- 1987 : Hope and Glory de John Boorman : pilote de la Luftwaffe
- 1990 : Connemara de Louis Grospierre : Loup
- 1995 : Rangoon (Beyond Rangoon) de John Boorman : photographe
- 1997 : Le Baiser du serpent (The Serpent's Kiss) de Philippe Rousselot : le secrétaire
- 2001 : The Bunker de Rob Green : soldat Franke
- 2003 : Moi César, 10 ans ½, 1m39 de Richard Berry : M. Fitzpatrick
- 2004 : In My Country de John Boorman : Adam Hartley
- 2012 : Mon père à moi (Me and me Dad) de Katrine Boorman : lui-même

### Télévision
- 2004 : Long Way Round (avec Ewan McGregor) pour Sky1
- 2006 : Race to Dakar pour Sky2
- 2007 : Long Way Down (avec Ewan McGregor) pour BBC Two
- 2008 : By Any Means pour BBC
- 2009 : Right to the Edge: Sydney to Tokyo By Any Means pour BBC2
- 2020 : Long Way Up (avec Ewan McGregor) pour Apple TV+